# Montes Caucasus

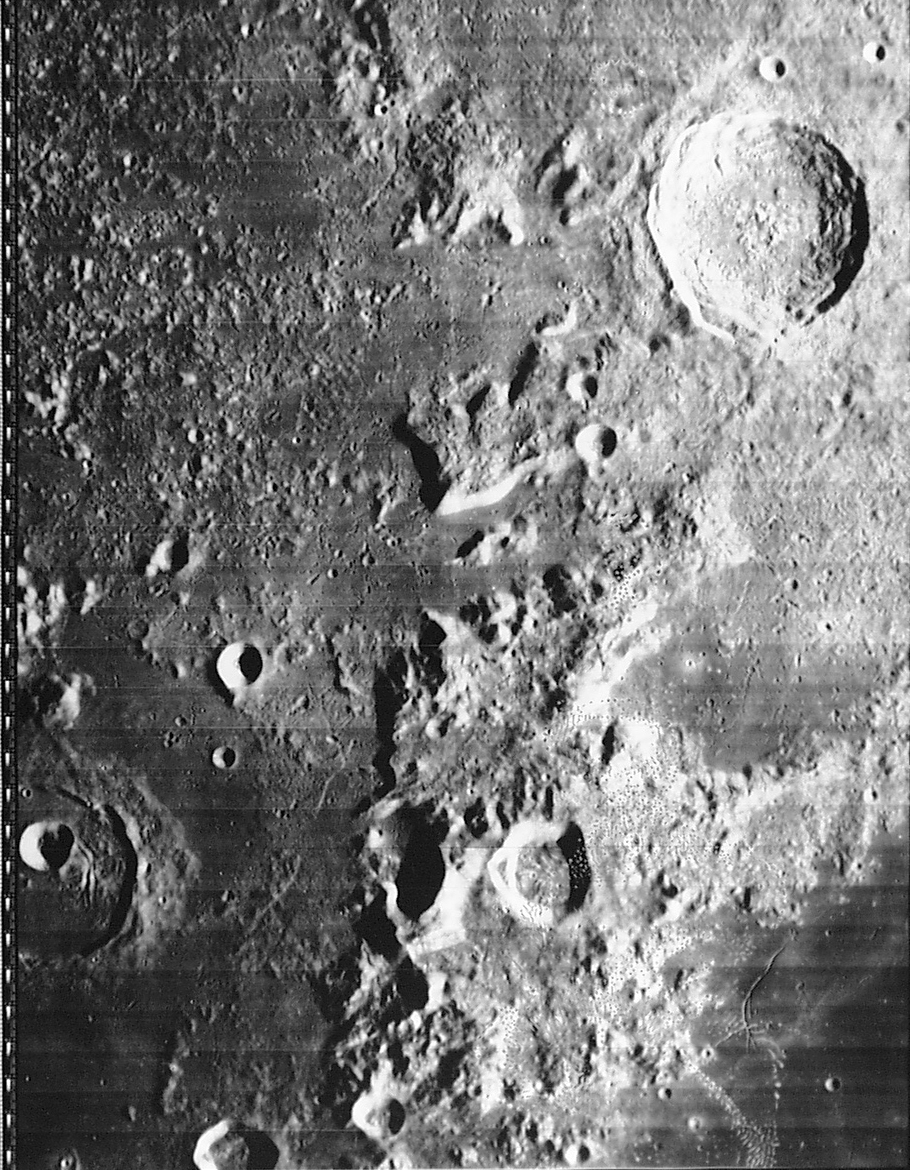
Montes Caucasus (prostřední část snímku) a kráter Eudoxus (vpravo nahoře).

Montes Caucasus (česky Kavkaz) je pohoří na rozhraní měsíčních moří Mare Imbrium (Moře dešťů) a Mare Serenitatis (Moře jasu) na přivrácené straně Měsíce, navazuje na pohoří Montes Apenninus (Apeniny), od něhož jej odděluje cca 50 km široký „průliv“ mezi oběma moři. Začíná u tohoto průlivu a pokračuje na severo-severovýchod až k výraznému kráteru Eudoxus. Je dlouhé přibližně 520 km, střední selenografické souřadnice jsou 37,5° S, 9,9° V. Vrcholy Kavkazu se nacházejí ve výšce až 6 000 m nad povrchem okolních moří.
V jeho střední části leží kráter Calippus, od něj směrem na východo-severovýchod lze nalézt značně erodovaný kráter Alexander. Západně od pohoří v Moři dešťů leží krátery (postupně od severu k jihu): Cassini, Theaetetus, Aristillus a Autolycus.

## Název
Montes Caucasus pojmenoval německý astronom Johann Heinrich von Mädler podle pohoří Kavkaz, které leží na hranici Evropy a Asie.